# Den yttersta dagen
Den yttersta dagen är ett teaterstycke av Stig Dagerman som utspelar sig i bondemiljö.
Pjäsen hade sin urpremiär i Radioteatern den 7 maj 1952 och scenpremiär på Göteborgs stadsteater den 11 oktober samma år.

## Digitaliserad utgåva
- Den yttersta dagen : radiopjäs. Stockholm: Radiotjänst. 1952. Libris 2mcs67qw0hs30w9n. https://gupea.ub.gu.se/2077/84604